# ليرس
نادي ليرس الرياضي (بالهولندية: Koninklijke Lierse Sportkring) نادي كرة قدم بلجيكي من مدينة لير. ظل نادى ليرس في الدوري البلجيكي للمحترفين من 1988-89 إلى 2006-07. فريق عريق وأسس من أكثر من مائة عام.